# Војни музеј Београд
Војни музеј Београд је музејска институција која сакупља, проучава и презентује различите предмете за војну употребу а пре свега оружје, униформе, ратне заставе, војна документа и уметничка дела са војном тематиком. Војни музеј у Београду смештен је на првом бастиону југоисточног фронта Београдске тврђаве у згради подигнутој 1924. године за намене Војногеографског института која је 1956. године уступљена Музеју. Окружен градским бедемима и највећим београдским парком Калемегданом представља један од симбола Београдске тврђаве.

## Историја
Војни музеј је основан Указом кнеза Милана Обреновића 10/22. августа 1878. године, непосредно након што је Србија на Берлинском конгресу добила независност. Војни музеј обележава 22. август као свој дан. Прва поставка отворена је поводом стогодишњице Првог српског устанка у једној скромној грађевини у Горњем граду Београдске тврђаве 1904. године. Пошто се готово читав век услед династичких борби недовољно радило на обради српске револуције, после Мајског преврата 1903. кренуло се на истраживање овог значајног догађаја у српској историји. Упоредо са прикупљањем и обрадом архивске грађе било је потребно прикупити и сачувати и остатке материјалне културе и спасити их од пропадања.
У службеном војном листу бр. 17 од 25. маја 1904. објављен је позив грађанству да поводом свечаног отварања Војног музеја достави предмете оружја, прибора, одела, заставе, повеља, писама итд, својих предака, учесника у ратовима за независност и ослобођење Србије. Материјал је и пре ове акције прикупљан и припреман за обраду и излагање. У Службеном војном листу за 1887. годину на страни 1037 објављен је позив командама и војним надлештвима као и активним и резервним официрима да доставе податке о заставама које су чуване у Музеју. Основу музејских фондова чинили су поклони.
Музеј је као добро организована институција учествовао на Балканској изложби у Лондону 1907. године. Први светски рат је Музеју донео и прво страдање. Приликом евакуације музејских збирки 1915. неповратно је нестао добар део драгоцених предмета. Мисао о постојању и значају Музеја није, међутим, била напуштена ни у току рата. Министарство војно је већ 1917. подсетило на постојање и поново је започета акција прикупљања предмета. Нова поставка је отворена у Краљевини СХС 20. априла 1937. године. Овог значајног посла прихватио се директор генерал Војислав Вуковић који је био на дужности управника од 1934. до 1945. године. За припрему музејске поставке формиран је Саветодавни одбор у који су ушле значајне личности официрског кора и културног живота међу којима су били Милан Кашанин и Никола Краснов, архитекта министарства грађевина. Генерал Вуковић је био личност потпуно дорасла своме задатку. Обилазио је војна складишта и културне институције по целој земљи и одабирао је предмете за Музеј. Знатан број предмета (оружје и заставе из Првог светског рата) донет је из Војнотехничког завода у Крагујевцу 1936. године. Исте године посетио је Истанбул и од тамошњег Војног музеја успео неким чудом да откупи 18 примерака оружја. Музејске збирке богаћене су и захваљујући бројним дародавцима, потомцима славних предака, јунака у ослободилачким ратовима. Тако су се у Музеју нашли и предмети који су припадали војводи Степи Степановићу, Божидару Терзићу, Павлу Јуришићу Штурму, Михаилу Живановићу, Милошу Васићу и другим. У збиркама се налазе и платна познатих сликара XIX века. У знак благодарности Управа Музеја је одлучила да се имена ових племенитих људи уписују у посебно урађеној књизи чији је аутор сликар руског порекла Всеволод Гуљевич.
Међу дародавцима се неколико пута помиње Двор Краљевине Југославије и кнез Павле Карађорђевић који је Музеју поклонио шест портрета српских владара XIX века које су насликали Марко Мурат, Урош Кнежевић, Стеван Тодоровић. Кнез Павле је Музеју поклонио и сабљу свог оца Арсена коју је овај добио као награду од руског цара Николаја II Романова и ловачки бодеж Лудвига Баденског. Управа Двора предала је Музеју аутомобил у којем су убијени краљ Александар Карађорђевић и француски министар спољних послова Луј Барту, као и оружје атентатора. Оружје је нестало у току Другог светског рата док се аутомобилу изгубио траг неколико година након рата (расходован из књиге инвентара 1951. године). Данас се од предмета краља Александра у Музеју налазе адмиралска униформа у којој је био трагичног 9. октобра 1934. године и неколико одликовања међу којима звезда Ордена Легије части.
Стална поставка отворена је 20. априла 1937. године. Правилник Музеја из 1935. године предвиђао је да у сталној поставци буду и одељења страних држава у чему је посредовало Министранство иностраних дела. У инвентар историјских предмета за 1936-40. годину уведени су и предмети под називом Руске регалије.
У Другом светском рату музејске збирке су остале у Музеју али су похаране од стране окупатора који је однео драгоцене предмете међу којима и оружје из збирке црногорског кнеза Данила Петровића, предмете династије Карађорђевић, једном речју предмете од изузетног историјског значаја.
Почетак рада Војног музеја у Београду после Другог светског рата везан је за наредбу маршала Јосипа Броза Тита од 13. децембра 1944. године на основу које је формирано Војноисторијско одељење Главног генералштаба у чијем се саставу налазила група стручњака са задатком да прикупи предмете и обнови Војни музеј. Поново је отпочела велика акција прикупљања предмета. Борци, учесници рата и њихови потомци предавали су Музеју предмете оружја и опреме. Музејски стручњаци обилазили су читаву земљу и откупљивали (али и конфисковали) често у целини приватне колекције. Припремана је стална поставка и за ту сврху 1956-59. адаптирана зграда Војногеографског института у којој се Музеј и данас налази. Зграда Војногеографског завода изграђена је у време када је министар војни Краљевине Југославије био генерал Петар Пешић и када је војска добила више репрезентативних објеката у Београду.
Трећу поставку отворио је 20. октобра 1961. председник СФРЈ Јосип Броз Тито. Изложбени простор је површине 2 300 метара квадратних. У изради поставке учествовали су музејски стручњаци и призната имена историјске науке и других сродних области.

### Изложбена поставка на отвореном
- Артиљеријска оруђа
- Артиљеријска оруђа
- Танкета Л-3/35.
- Француски противтенковски топ 47мм М.1937 у наоружању ЈВ
- Тенк T-34/85.[9]
- Лаки тенк М3А3 Стјуарт.[10]
- Тенк Панцер IV.
- Совјетски пуковски топ 76,2мм М.1927 у наоружању ЈНА.[11]

## Музеј сада
Осим сталне поставне Војни музеј је сваке године приређивао више тематских изложби посвећених јубилејима из светских ратова, али су припремане и студијске изложбе и обављен опсежни истраживачки рад о музејском материјалу. Формирано је десетак студијских збирки које обухватају око 30 000 предмета оружја, униформи, одликовања и застава. Рад на обради и публиковању музејских збирки је стална и трајна делатност Музеја. Године 1954. покренут је годишњак Весник и до данас је објављено 36 бројева. Археолози војног музеја учествовали су на ископавањима бројних локалитета као што су Смедерево, Рас, Ново Брдо, Нови Бановци, Чезава, Ћуприја.
Значајна музејска ризница је и фотоархива у којој се налази око 100 000 фотографија и негатива који датирају од почетака фотографије 40-их година XIX века до данас, преко фонда ауторских фотографија из времена српско-турских ратова, оба балканска рата, Првог и Другог светског рата, фонда Централног пресбироа и нарочито вредан део фотографија Државне комисије за истраживање ратних злочина. 
Класификација предмета извршена је типолошки и хронолошки а најбројнији део материјала је оружје. Најзначајнији предмети су заставе XIX века, оружје српске средњовековне војске, богато украшено занатско оружје балканске израде (Пећ, Призрен, Сарајево, Фоча, Котор), те предмети српских владара и војних команданата. Музејске поставке и тематске изложбе годишње посети око 20 000 посетилаца. У музеју се такође налазе и оружје које је коришћено током деведесетих на простору бивше Југославије. У једној просторији налази се оружје Војске Југославије коришћено током рата на Косову и НАТО агресије као и заплењено оружје албанских терориста и НАТО војника.
Војни музеј је сада у свом историјском амбијенту, у простору Београдске тврђаве, окружен калемегданским парком и бедемима тврђаве са изложеним тешким наоружањем (разни топови од средњег века до краја двадесетог века, тенкови из Другог светског рата међу њима и руски Т-34, лансер торпеда, патролни чамац, бродско артиљеријско оружје...) у рову између тврђаве и зграде Музеја. Војни музеј је централна матична установа у Војсци Србије која се бави прикупљањем, чувањем, заштитом, обрадом, излагањем и публиковањем предмета војноисторијске материјалне културе од предсловенског периода до данашњих дана. Музеј организује тематске изложбе посвећене значајним јубилејима из ближе и даље прошлости и обавља све послове стручне делатности.
Заједница ЈПТТ поводом 125-о годишњице Војног музеја издала је поштанску марку на којој је приказана данашња зграда музеја и портрет Милана Обреновића, оснивача музеја.

### Слике и фотографије
- Михаило Миловановић „Артиљерци”, уље на платну 1913-14.
- Васа Поморишац „Чежња за отаџбином”, уље, 1918.
- Михаило Миловановић „Мртвачки мир”, уље, 1917.
- Изолучени спредпунећи бронзани топ M.1858 система Ла Ит од 4 фунте (85,6 mm), домаће производње. Бивак Српске војске током Рата за независност 1876.
- Митраљез Максим МГ 11, митраљеско одељење у Првом светском рату.
- Тенк Рено Р-35, велики војни маневри ЈВ на Торлаку, 1940.
- ПАТ, са посадом ЈНА, на положају.

## Издавачка делатност
Поред својих основних делатности Војни музеј у Београду издао је низ публикација из области војне историје и других сродних области. Најзначајније међу овим делима су:
- Дневник Косте Грујића из Невесињског устанка, (приредио П. Луковић), 1956.
- Л. Беритић, Дубровачка артиљерија, 1960
- Ђ. Петровић, Оружарство у југословенским земљама под Турцима, 1968.
- Ђ. Петровић, Дубровачко оружје у XIV веку, 1976.
- Д. Самарџић, Војне заставе Срба до 1918, 1983.
- П. Љумовић, Београдска операција 1944. године, 1984.
- П. Љумовић, Устанак у Југославији 1941. године, 1986.
- Б. Богдановић, Б. Милосављевић, Наоружање војске Србије и Црне Горе од 1830. до 1918. године, 1995.

### Часописи
- „Стјуарти с петокракама – лаки тенк М3“, стр. 25/49, Часопис „Одбрана“, Арсенал. бр. 15, Александар Радић, 15. март 2008.
- „Легенда на четири точка - универзално возило Џип“ стр. 21/51, Часопис „Одбрана“, Арсенал бр. 17, Александар Радић, 15. мај 2008.
- „Наследници ратног џипа – лака теренска возила“, стр, 21/51, Часопис „Одбрана“, Арсенал бр. 15, Александар Радић, 15. јун 2008.
- „Самоходни ЗИС – оруђе СУ – 76“, стр. 28, Часопис „Одбрана“, Арсенал бр. 65, Александар Радић, 15. мај 2012.
- „Артиљеријски трактор – возила Ја – 12“, стр. , Часопис „Одбрана“, Арсенал бр. 65, Александар Радић, 15. мај 2012.
- „Времеплов стопетице – хаубице 105 милиметара“, стр. 28, Часопис „Одбрана“, Арсенал бр. 25, Александар Радић, 15. јануар 2009.
- „Биографија стопетице – хаубице 105 милиметара (2)“, стр. 26, Часопис „Одбрана“, Арсенал бр. 26, Александар Радић, 15. фебруар 2009.
- „Блинде на Балкану – оклопни аутомобили из британске помоћи“, стр. 11, Часопис „Одбрана“, Арсенал бр. 38 Александар Радић, 15. фебруар 2010.
- „Вредни ратни плен – лаки тенк Хочкис“, стр. 26, Часопис „Одбрана“, Арсенал бр. 43, Александар Радић, 15. јул 2010.
- „Осамдесетосмица – шест деценија оруђа Флак на Балкану“, стр. 27, Часопис „Одбрана“, Арсенал бр. 51, Александар Радић, 15. март 2011.
- „Зисови – артиљеријска оруђа 76 милиметара М42“, стр. 26, Часопис „Одбрана“, Арсенал бр. 62, Александар Радић, 15. фебруара 2012.
- „Ловци тенкова – самохотка СУ – 100“, стр. 27, Часопис „Одбрана“, Арсенал бр. 73, Александар Радић, 15. јануар 2013.
- „Дуговечно оруђе – хаубица 122 мм М38“, стр. 10, Часопис „Одбрана“, Арсенал бр. 75, Александар Радић, 15. март 2013.
- „Двадесетпетице – противавионски топ М40“, стр. 25, Часопис „Одбрана“, Арсенал бр. 76, Александар Радић, 1. април 2013.
- „Свестрани Џемс – камиони ГМЦ у југословенској армији“, стр. 26, Часопис „Одбрана“, Арсенал бр. 77, Александар Радић, 15. мај 2013.
- „Шест деценија употребе – камиони ГМЦ у југословенској армији (2)“, стр. 26, Часопис „Одбрана“, Арсенал бр. 79, Александар Радић, 15. јул 2013.
- „Совјетски бофорс - противавионски топ 37 мм М39“, стр. 11, Часопис Одбрана, Арсенал бр. 84, Александар Радић, 15. децембар 2013.
- „Совјетски пуковски топ – оруђа М27 у југословенској армији“, стр. 26, Часопис „Одбрана“, Арсенал. бр. 89, Александар Радић, 15. мај 2014.
- „Оружје слободе – поводом 70 година од ослобођења Београда“, Часопис „Одбрана“, Арсенал бр. 94, Милан Мицевски, 15. октобар 2014.
- „Каћуша – легендарно совјетско оруђе у југословенској војсци“, стр. 12, Часопис „Одбрана“, Арсенал бр. 91, Александар Радић, 15. јул 2014.

### Дневна штампа
- „Богатство у џепу сиромаха“, В. новости, Д. Б. Матовић, 22. септембар 2003.
- „Сабљом кроз векове“ Архивирано на веб-сајту  (22. април 2021), В. Новости, М. Петровић, 18. август 2008.
- „Стари и Чича заједно“, В. Новости, Иван Ловрић, 15. мај 2010.
- „Нови Сад: Изложба одликовања поводом Сретења“, В. Новости, Р. Драговић, 11. фебруар 2011.
- „Војни музеј чува 14 векова наше историје“, В. Новости, Саво Поповић 06. мај 2011.
- „Војни музеј – вршњак независности Србије“, Политика, Никола Белић, 23.08.2012.
- „Војни музеј прославио рођендан изложбом фотографија познатих“, В. Новости, Ј. Д. Љутић, 22. август 2013.
- „Тајна предаје Мехмеда Шукри-паше“, В. Новости, Ј. Матијевић, 24. фебруар 2014.
- „Тито је користио 85 аутомобила“, В, новости, Марко Лопушина, 12. јул 2015.
- „Утихнули топови чувају ратне приче“, „Вечерње новости“, 16. јул 2015.